# Від батога до пряника
Від батога до пряника (англ. Carrot or Stick) - десята серія сьомого сезону американського серіалу «Доктор Хаус». Вперше була показана на каналі FOX 24 грудня 2010 року. Сержант-інструктор зі стройової підготовки в табрі для складних дітей падає з сильним болем у попереці, і Хаус з командою повинні знайти зв'язок між його хворобою, та одним з його новобранців, що має ті ж самі симптоми. 

## Сюжет

##### Пацієнт клініки
Сержант-інструктор під час тренування підлітків у виправному таборі відчув сильний біль в спині. Його привезли в «Принстон Плейсборо». Дивно те, що один з його підопічних за кілька хвилин до цього скаржився на схожі симптоми.
Мастерз бере у сержанта кров на сифіліс, раптово чоловік починає її душити. Йому здалося, що дівчина намагалася його вбити. Команда Хауса підозрює, що хтось із підлітків в таборі міг отруїти сержанта, адже він занадто суворо поводився з ними. Чейз і Мастерз їдуть в табір, щоб поговорити з дітьми, але так і не знаходять винного.
У госпіталь надходить підопічний сержанта з такими ж симптомами. Сержант, який на довершення до всього іншого мучиться від болю в ногах, зізнається, що хворий хлопчик - його рідний син. Але підліток не знає про це і бачить в сержанті лише ненависного наставника.
Хаус помічає у хлопчика шрам на лобі: він поранився під час подолання смуги перешкод. Перед тим, як накласти шов, йому вкололи лідокаїн. А його батькові давали в госпіталі антигістамінні препарати. Всі ці дії запустили їх загальну генетичну хворобу - порфірію. Батькові з сином потрібна пересадка печінки, і сержант просить дати їм одну печінку на двох. Він зізнається хлопчикові в тому, що він його батько.

##### ХаусіКадді
Кадді хоче віддати свою дочку в елітну спецшколу. Хаус прекрасно розуміє, що Рейчел не пройде жодного випробування, але сказати про це Кадді не наважується. Намагаючись уберегти її від розчарування, викликаного провалом дочки, він придумує хитрий план. Хаус відправляється в школу і говорить викладачці, що один з дітей, яких тестували, серйозно захворів після перебування в екзаменаційному кабінеті. Тож тепер він повинен все тут перевірити. Як тільки педагог залишає кімнату, Хаус фотографує всі завдання на мобільний телефон. Після цього він починає тренувати Рейчел. Справа йде складно, однак Хаус домагається свого, і малятко краще всіх справляється з вступним випробуванням. Кадді дещо здивована, але щаслива, що її мрія збулася. Втім, дівчинці відмовляють у зарахуванні - в школі немає вільних місць.

## Цікавинки
У Чейза проблеми - хтось зламав його сторінку в соціальній мережі і виклав фото, на якому його чоловічу гідність сильно зменшено в фотошопі. Чейз розуміє, що це зробила дівчина, і намагається розібратись яка саме, адже напередодні на весільній вечірці він переспав з трьома. Коханка Чейза добирається до його кредитки і перераховує значну суму коштів на подарунок молодим. Чейз об'їжджає всіх дівчат, з якими він був в ту ніч, але жодна з них не зізнається у скоєному. Пізніше з'ясовується, що йому помстилася сестра однієї з коханок. Чейз намагався її спокусити, але дівчина відповіла, що не лягає в ліжко на першому побаченні. Тоді Чейз пішов, сказавши що повернеться за хвилину, а вона вирішила відігратися.